# Lepetellida
Lepetellida zijn een orde van weekdieren uit de klasse van de Gastropoda (slakken).

## Superfamilies
- Fissurelloidea J. Fleming, 1822
- Haliotoidea Rafinesque, 1815
- Lepetelloidea Dall, 1882
- Lepetodriloidea McLean, 1988
- Scissurelloidea Gray, 1847